# Boshoven (Brabant-Septentrional)
Pour les articles homonymes, voir Boshoven.
Boshoven, également orthographié Boschoven, est un hameau néerlandais situé dans la commune de Baerle-Nassau, dans la province du Brabant-Septentrional.